# 克洛科特市镇
克洛科特市镇（羅馬化：Opština Klokot），是科索沃格尼拉內區的一个市镇，行政中心为克洛科特。市镇总面积为24平方公里，人口数量为2,556人（2011年）。
该市镇成立于2010年1月8日，包括克洛科特镇及三个村庄，其范围之前属于维蒂纳市镇。